# Джаїн
Джаїн (поч. XVIII ст.) — 17-й алаафін (володар) держави Ойо.

## Життєпис
Син алаафіна Канрана. До вступу на престол його вважали жіночим і розпусним. Після загибелі батька за рішенням ойо-месі (вищої ради) посів трон. Був непопулярним правителем. Більше цікавився своїм гаремом.
Наказав отруїти сина Олусі, що був досі популярним, за зв'язок з наложницею з гарему батька. Втім можливо це був привід, оскільки Джаїн побоювався амбіцій та популярності Олусі. Це спричинил заколот військовикіВ, що змусили Джаїна зректися трону та накласти на себе руки.
Владу було передано малолітньому онукові Джаїну — Аїбі.